# Apodopsyllus vermiculiformis
Apodopsyllus vermiculiformis är en kräftdjursart som beskrevs av Lang 1965. Apodopsyllus vermiculiformis ingår i släktet Apodopsyllus och familjen Paramesochridae. Inga underarter finns listade i Catalogue of Life.